# Janet Reno
Janet Wood Reno (Miami, 21 luglio 1938 – Miami, 7 novembre 2016) è stata una politica statunitense.

## Biografia
Era la primogenita dei 4 figli di Henry Olaf e Jane Reno; il padre era un immigrato danese che venne negli USA cambiando il suo cognome (in precedenza era Rasmussen) e lavorò alla Miami News. Janet frequentò l'Università Cornell. Fu il 78º procuratore generale degli Stati Uniti sotto il presidente degli Stati Uniti d'America Bill Clinton (42º presidente). Si trattò della prima donna a ricoprire tale carica, ed è anche stato uno dei mandati più lunghi, secondo solo a quello svolto da William Wirt. Dopo aver terminato la sua parentesi come procuratore generale, il 17 aprile 2009, le venne assegnato il premio per l'American Judicature Society. Nel 1995 le fu diagnosticata la malattia di Parkinson, che l'avrebbe poi portata lentamente alla morte.

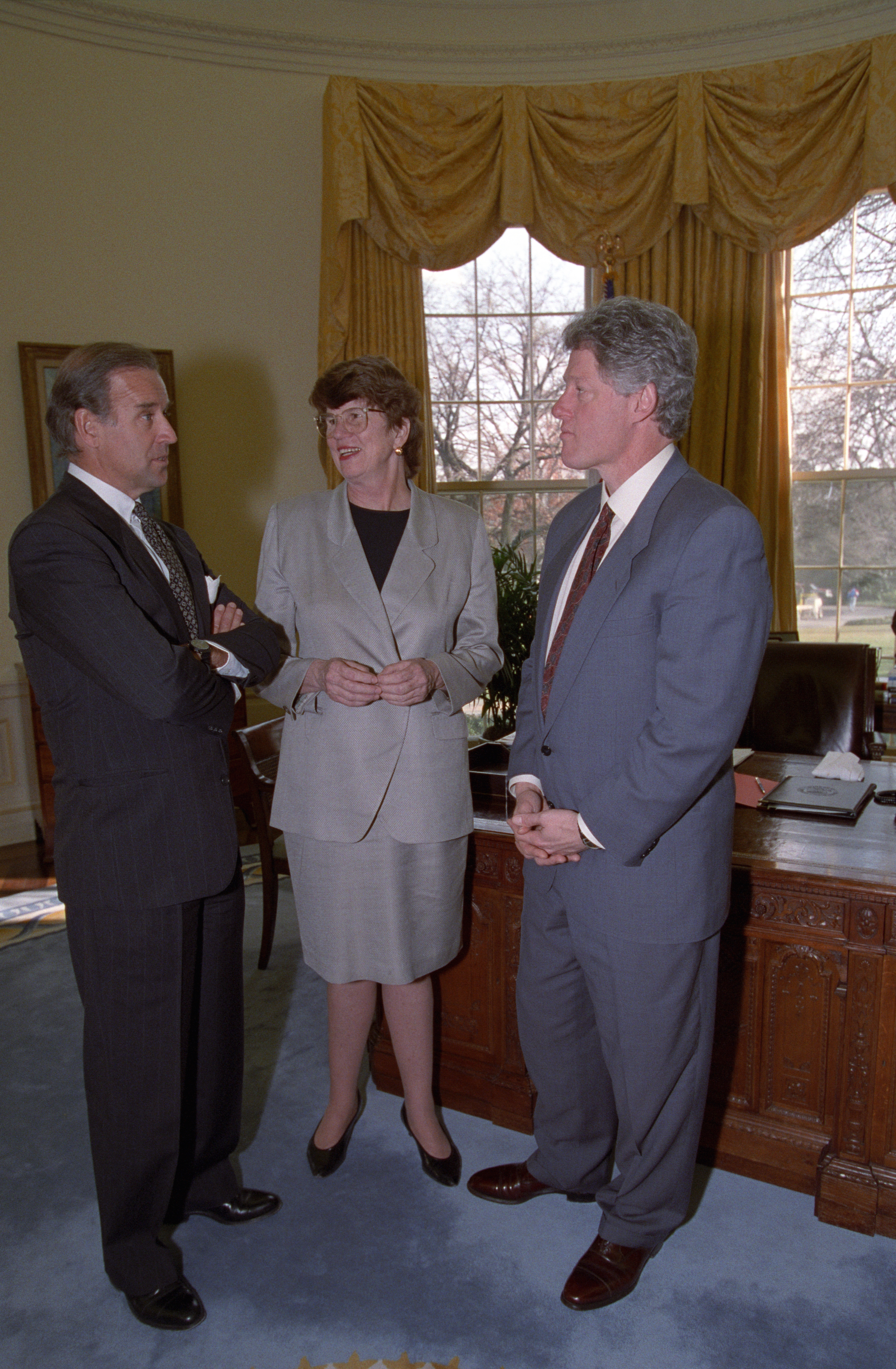
Janet Reno nello Studio ovale insieme al Presidente Bill Clinton e il Senatore per il Delaware Joe Biden il 25 marzo 1993.